# عزيزي هونغرانغ
عزيزي هونغرانغ (بالكورية: 탄금) هو مسلسل دراما تاريخية كوري جنوبي من تأليف كيم جين آه، وإخراج كيم هونغ سون، وبطولة لي جايووك و‌جو بو آه. المسلسل مقتبس من رواية «تانغوم: ابتلاع الذهب» لجانغ دا هيه، ويتتبع رحلة جاي يي في البحث عن الحقيقة وراء اختفاء هونغرانغ والرجل الذي يدّعي أنه هو. عُرض أول مرة على نتفليكس في 16 مايو 2025.

## القصة
هونغرانغ، ابن عائلة تجار ثرية في مملكة جوسون، اختفى في الثامنة من عمره. أخته غير الشقيقة، جاي يي، لا تيأس أبدًا وتبحث عنه بلا كلل. بعد اثني عشر عامًا، يظهر شاب يدّعي أنه هونغرانغ، لكنه لا يملك أي ذكريات عن ماضيه. وبينما تشك والدته، ترغب جاي يي بشدة في تصديقه. لكن هذا الرجل يحمل سرًا، وظهوره مجددًا يجلب الغموض والخطر. سعي جاي يي لكشف حقيقة اختفاء هونغرانغ وهوية هذا الرجل العائد يقودها إلى شبكة من أسرار العائلة وصراعات السلطة.

## الممثلون
- لي جايووك في دور هونغرانغ[2]
- جو بو آه في دور جاي يي[3]
- جونغ جا رام في دور مو جين[4]
- أوم جي وون في دور مين يون أوي[5]
- بارك بيونغ أون في دور شيم يول جوك[5]
- كيم جاي ووك في دور الأمير هان بيونغ[6]

## الاطلاق
في البداية، أعلن عن عرض المسلسل أول مرة على نتفليكس في أوائل عام 2024. في فبراير 2025، أعلنت نتفليكس عن تشكيلة أفلام ومسلسلات كورية لعام 2025 وسيكون تاريخ عرض المسلسل في الربع الثاني من عام 2025. في أبريل 2025، تم تأكيد إصدار المسلسل في 16 مايو.

## روابط خارجية
- عزيزي هونغرانغ على موقع IMDb (الإنجليزية)
- عزيزي هونغرانغ على موقع نتفليكس (الإنجليزية)
- عزيزي هونغرانغ على موقع فيلمافينيتي (الإسبانية)
- عزيزي هونغرانغ على موقع قاعدة بيانات الفيلم (الإنجليزية)